# 天ヶ須賀のいもち行事
天ヶ須賀のいもち行事（あまがすがのいもちぎょうじ）は、三重県三重郡富洲原町にかつて存在した虫送りによる農業行事。四日市市天ヶ須賀地区に存在した祭事。

## 概要
戦前の天ヶ須賀地区には、毎年8月の初めに「天ヶ須賀いもち祭り」と呼称される虫送りの行事が存在した。形式的ではない行事だった。毎年の稲の害虫の発生具合を判断して、祭日が決定された。
天ヶ須賀の農家は、個別に長い竹を芯にする作業をして、菜穀を巻き、竹の芯の外側に麦藁を巻いて、直径30cm、長さ4mぐらいのたいまつを製作した。
締め太鼓と大鉦を7つを2つの調子で叩いて「いのと」から、3本松（四日市市立富洲原小学校周辺の富田一色甚五兵衛町の付近）へ、富田一色甚五兵衛町自治会地域の付近から平田紡績工場付近を北へ曲がり、再び「いのと」へ戻り、富田一色から→天ヶ須賀へ行き→高松へ行き→南福崎までの間を走る「福崎道」を通って高松村の境界まで、練って行き、天ヶ須賀の各農家は、長いたいまつに点火して、自分の農地の田んぼまで引きずって回った。
天ヶ須賀中の田園には、たいまつに照らされて、燃え尽きるまで番をしている農夫の姿が見られた。天ヶ須賀いもち祭りの見物人は、もうもうたる煙にむせびながら自宅に帰っていた。
いもち行事は1935年（昭和10年）過ぎまで存続したが、戦後は誘蛾燈になり、現在は農業技術の進歩でいもち行事は存在しない。